# Eric McCormack
Eric James McCormack (nascido em 18 de Abril de 1963 em Toronto, Ontario, Canadá) é um ator canadense naturalizado estadunidense.
Educado e treinado como ator no Canadá na Ryerson University, McCormack aparece na televisão desde a sua estreia em 1986.
Seu papel como o advogado homossexual e personagem título da série Will & Grace trouxe a ele riqueza e o seu maior sucesso até hoje. Indicado ao Emmy por seu personagem por três vezes, ele ganhou a categoria de “Melhor ator de comédia” em 2001.
Entre 1999 e 2000, McCormack rapidamente interpretou “Professor Harold Hill”(substituindo Craig Bierko) no remake do famoso “The Music Man” da diretora Susan Stroman, ainda gravando “Will & Grace”.
McCormack é casado com Janet Holden-McCormack desde 1997, juntos eles têm um filho, Finnigan Holden McCormack.
Eric McCormack interpretou o personagem Max na última temporada da série The New Adventures of Old Christine e foi o namorado da protagonista.

## Séries
Em 2008 participou do seriado MONK, temporada 7, episódio 7, “O caso 100 do sr Monk”, no papel de James Novak.
| Séries                | Séries          | Séries              | Séries                |
| Ano                   | Título original | Título em português | Papel                 |
| --------------------- | --------------- | ------------------- | --------------------- |
| 1998/2006 - 2017/2019 | Will & Grace    |                     | Will Truman           |
| 1999/2000             | The Music Man   |                     | Professor Harold Hill |
| 2009/2009             | Trust Me        |                     | Mason McGuire         |
| 2012/2015             | Perception      |                     | Dr Daniel Pierce      |
| 2016/2018             | Travelers       |                     | Grant MacLaren        |

## Cinema
| Filmes | Filmes                   | Filmes                   | Filmes                                          |
| Ano    | Título original          | Título em português      | Papel                                           |
| ------ | ------------------------ | ------------------------ | ----------------------------------------------- |
| 2005   | The Sisters              | Desejos e Traições       |                                                 |
| 2008   | Andromeda Strain         | O Enigma de Andrômeda    |                                                 |
| 2009   | Alien Trespass           |                          |                                                 |
| 2010   | Who is Clark Rockefeller | Quem é Clark Rockefeller | Christian Karl Gerhartsreiter/Clark Rockefeller |
| 2011   | Textuality               | Mensagens de Amor        |                                                 |
| 2012   | Barricade                |                          |                                                 |

Prêmios & Indicações
Emmy Awards
- 2000 Melhor Ator em Série de Comédia Will & Grace - Indicado
- 2001 Melhor Ator em Série de Comédia Will & Grace  - Vencedor
- 2003 Melhor Ator em Série de Comédia Will & Grace - Indicado
- 2005 Melhor Ator em Série de Comédia Will & Grace - Indicado

Globo de Ouro
- 1999 Melhor Ator em Série de Comédia Will & Grace - Indicado
- 2000 Melhor Ator em Série de Comédia Will & Grace - Indicado
- 2001 Melhor Ator em Série de Comédia Will & Grace - Indicado
- 2002 Melhor Ator em Série de Comédia Will & Grace - Indicado
- 2003 Melhor Ator em Série de Comédia Will & Grace - Indicado

SAG Awards
2000 Melhor Elenco Série de Comédia Will & Grace - Vencedor